# Виктор Хара
Виктор Хара (на испански: Víctor Lidio Jara Martínez) е чилийски певец, поет, театрален режисьор, преподавател и активен политически деец.
Неговото име и творчество са тясно свързани със социалистическото правителство на Салвадор Алиенде. Убийството му през 1973 г. след преврата в Чили прави Хара символ на борбата срещу военния режим.

## Биография

### Образование
Виктор Хара е роден в малко градче в близост до Сантяго де Чиле в бедно селско семейство. Бащата напуска семейството, когато Виктор е още малък, а майка му умира, когато е на 15 години. Записва се в семинарията да учи за свещеник, но напуска църквата, за да се запише в армията. След няколко години се завръща у дома и се посвещава на музиката и театъра.

### Професионално развитие
Виктор Хара започва да се занимава с фолклорна музика през 50-те години на ХХ век. Първите си записи прави през 1966 г., а през 1970 г. се отдава изцяло на музикална кариера.

### Политическа дейност
Взима активно участие в кампанията за президент на Салвадор Алиенде – изнася безплатни концерти и извършва благотворителна дейност, споделя възгледите на Народния съюз (Unidad Popular), който издига кандидатурата на Алиенде. През 1970 Алиенде печели изборите и е избран за президент на Чили, но успява да се задържи на власт само 3 години. На 11 септември 1973 г. военните с поддръжката на САЩ завземат властта с преврат. На 12 септември Виктор Хара е арестуван и откаран заедно с хиляди други затворници на стадиона в Сантяго де Чиле (по-късно същият този стадион е преименуван на негово име). Следват побои и изтезания, при които са счупени костите на ръцете и ребрата му, мъчителите играят руска рулетка с него. Бива разстрелян на 15 септември (по трупа му има 44 рани от куршуми). Жена му успява да прибере тялото му по случайност и след бързо скришно погребение тайно напуска страната (официалното погребение на поета се състои едва през 2009 г.). Хара написва последното си стихотворение през трите дни на стадиона и успява тайно да го предаде на приятел.

## Дискография
| Victor Jara                                               | Demon     | 1966 |
| Victor Jara                                               | Demon     | 1967 |
| Victor Jara + Quilapayún Canciones Folklóricas De América | Odeon     | 1968 |
| Pongo En Tus Manos Abiertas...                            | Jota Jota | 1969 |
| Canto Libre                                               | Odeon     | 1970 |